# CV Весов
CV Весов (лат. CV Librae) — одиночная переменная звезда в созвездии Весов на расстоянии (вычисленном из значения параллакса) приблизительно 5619 световых лет (около 1723 парсеков) от Солнца. Видимая звёздная величина звезды — от +14m до +13m.

## Характеристики
CV Весов — красная пульсирующая полуправильная переменная звезда (SR:) спектрального класса M6.